# Palacio Comunal (Pienza)
El Palacio Comunal de Pienza, ahora llamado Palacio Público, es la antigua residencia de los Priori y se encuentra en la Plaza Pío II, de Pienza frente al Duomo.
Pertenece al centro histórico de Pienza, declarado Patrimonio de la Humanidad por la Unesco en 1996.

## Descripción
El palacio se caracteriza por el pórtico de triple arcada que se apoya sobre columnas de orden jónico.
La fachada, toda de travertino, está abierta por cuatro parteluces. La torre, construida en ladrillo, tiene un reloj y está coronada por un doble orden de almenas. Dentro del pórtico la decoración se basa en los escudos de las diferentes Podestà, además del papa Pío II, de la provincia y del ayuntamiento de Pienza. 
En el interior del edificio, en la Sala del Consejo, hay un fresco de la escuela de Siena del siglo XV, que representa la Virgen con el niño, y los patrones de Pienza: San Vito, San Modesto y San Mateo. A la izquierda del palacio destaca una casa del siglo XV.